# Alioramus
Az Alioramus (jelentése 'különböző ág') a tyrannosaurida theropoda dinoszauruszok egyik neme, amely a késő kréta időszakban élt Ázsiában. Egyetlen faja a típusfaj, az A. remotus, amely egy részleges koponya és három lábközépcsont alapján ismert, melyeket egy egykor nedves árterülethez tartozó, 70–65,5 millió éves rétegben fedeztek fel Mongóliában.
A maradványokat az orosz őslénykutató Szergej Kurzanov írta le és nevezte el 1976-ban. A többi tyrannosaurida nemmel való kapcsolata nem ismert, de egyes szakértők úgy vélik, hogy az Alioramus közeli rokonságban áll a kortárs Tarbosaurusszal vagy esetleg annak fiatal példánya lehet.
Bár csak kis mennyiségű csontfosszília áll rendelkezésre, az Alioramus a legtöbb theropodához hasonlóan valószínűleg két lábon járt, éles fogai pedig arra utalnak, hogy húsevő volt. Kisebb volt az olyan tyrannosauridáknál, mint a Tarbosaurus és a Tyrannosaurus, de a felnőtt példányok méretét nehéz megbecsülni egy olyan koponya alapján, ami talán egy fiatal egyedhez tartozott. Az Alioramus pofájának felső részén öt sor csontos kiemelkedés helyezkedett el, emellett pedig a többi tyrannosauridánál több foggal rendelkezett. A koponyája más tyrannosauridákénál alacsonyabb volt, de előfordulhat, hogy ez egy fiatalkori jellegzetesség.

## Anatómia
Az Alioramus az 1976-os leírást készítő Szergej Kurzanov becslése szerint 5–6 méter hosszú volt. Kurzanov azonban nem korrigálta a koponya hosszméretét a fosszilizálódás során bekövetkezett deformáció figyelembevételével, így a becslés során rövidebb testhosszt állapított meg. Ha a példány kifejletlen volt, akkor a felnőtt Alioramusok nagyobb hosszúságot érhettek el, de jelenleg nem ismert egyetlen igazoltan felnőtt példány sem.

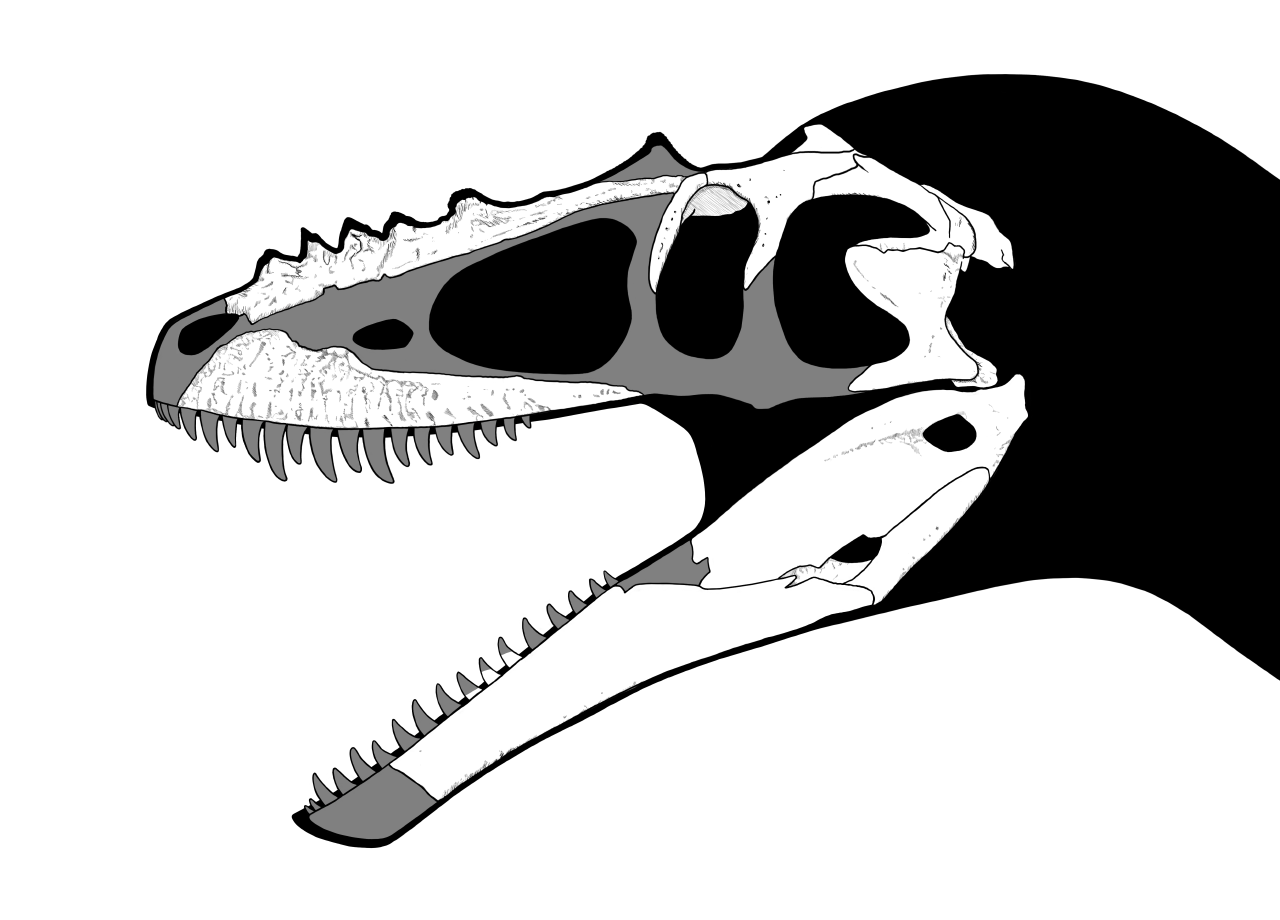
Az Alioramus koponyája

A koponya hossza mintegy 45 centiméter. Általánosságban hosszú és alacsony, a formája a bazális tyrannosauridákra és a nagyobb tyrannosauridák fiatal példányaira jellemző. A pofa elején elhelyezkedő premaxilláris csontokat nem találták meg, de az ismert tyrannosauroideákénál magasabbak és szélesebbek lehettek. Az orrcsontok összenőttek és a középvonaluknál a varratok mentén öt sor felfelé nyúló csontos kinövés helyezkedik el. A kinövések magassága meghaladja az 1 centimétert.
A koponya hátulján, az összenőtt falcsonti résznél egy transzverzális nyúlvány, egy tarkókinövés helyezkedik el, ami minden tyrannosauridára jellemző. Az Alioramus esetében a tarkó kinövése a Tarbosauruséra és a Tyrannosauruséra emlékeztető módon nagy mértékben megvastagodott. Ahogy a koponya többi része, az állkapocscsont is hosszú és keskeny volt, ami szintén fiatalkori jellemző lehet. A Tarbosaurushoz hasonlóan az állkapocs szájzug csontjának külső felszínén egy redő található, ami a fogcsont hátsó részéhez illeszkedik, összezárva a két csontot, és meggátolva a többi tyrannosauridára jellemző rugalmasságot. A többi tyrannosaurida négy D keresztmetszetű premaxilláris csonttal rendelkezett mindkét oldalon. A 16 vagy 17 maxilláris és 18 fogcsonti fogat is beleszámítva az Alioramus fogainak száma 76–78, ami meghaladja többi tyrannosauridáét.

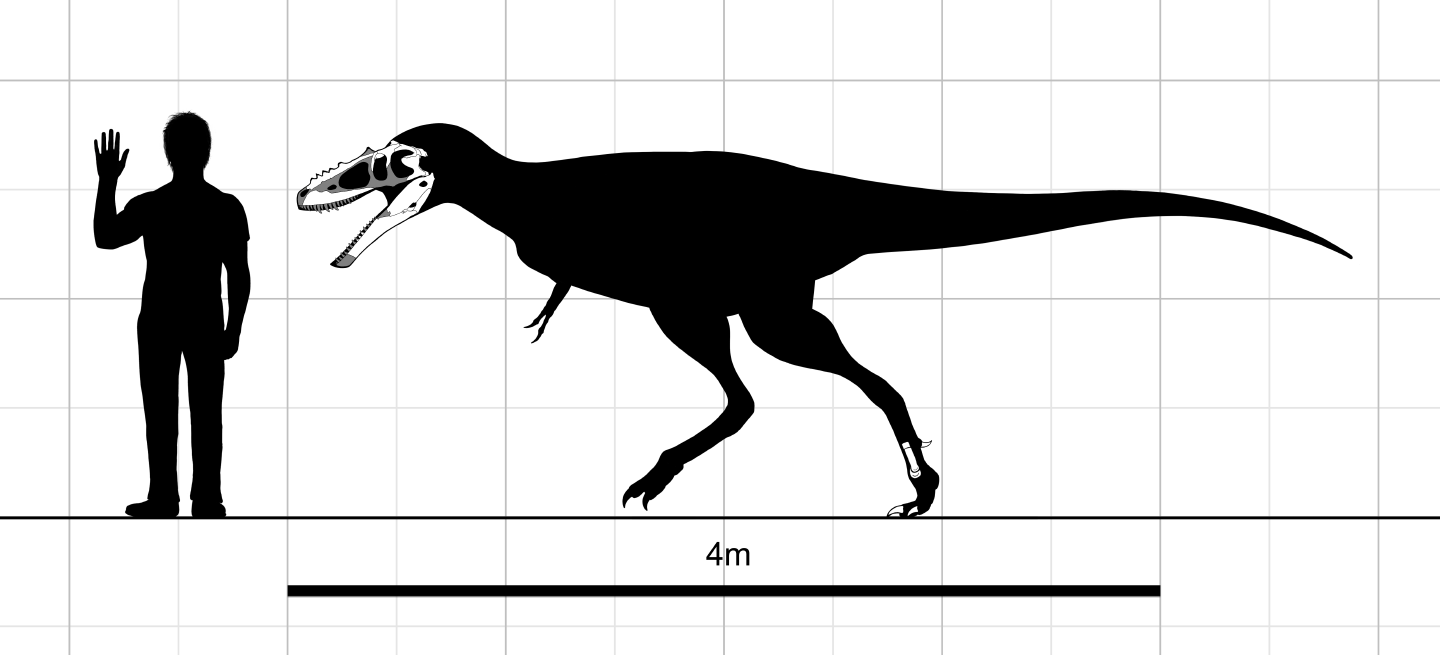
Az ember és az Alioramus méretének összehasonlítása

Az Alioramus koponya alatti (posztkraniális) csontváza a három lábközépcsont kivételével ismeretlen, de a tyrannosauridák morfológiája alapvetően konzervatív. Az Alioramus a két hátsó lábán járt, melyek arányai hasonlóak az ornithomimosaurusokéhoz, azaz a síp- és lábközépcsontjai hosszabbak a combcsontoknál. A többi tyrannosauridára jellemzően a mellső lábak nagyon kicsik voltak, és valószínűleg két ujj nőtt rajtuk, bár egyes tyrannosaurida példányok egy harmadik, elcsökevényesedett ujjal is rendelkeztek. A fejet és a felsőtestet a hosszú farok tarthatta egyensúlyban a csípő felett elhelyezkedő tömegközépponthoz viszonyítva.

## Osztályozás és rendszertan
Az őslénykutatók az Alioramust a Tyrannosauroidea öregcsaládba sorolták be, de mivel kevéssé ismert, a pontos helyzete meghatározhatatlan. Egy 2003-ban megjelent kladisztikai elemzés szerint az Alioramus a Tyrannosauridae családba és a Tyrannosaurinae alcsaládba tartozott a Tyrannosaurus, a Tarbosaurus és a Daspletosaurus mellett. Egy 2004-es tanulmány megerősítette ezt az eredményt, de kijelentette, hogy ugyanannyira valószínű az is, hogy az Alioramus teljesen a Tyrannosauridae családon kívül helyezkedik el, fiatal egyedre emlékeztető jellemzői ugyanis egy jóval bazálisabb elhelyezkedésre utalnak a Tyrannosauroidea öregcsaládon belül. Egy másik tanulmány teljesen elveti az Alioramust az egyetlen ismert példánya töredékes volta miatt.
A Tarbosaurus és az Alioramus több hasonló koponyajellemzővel rendelkezett, mint például a zárómechanizmus az állkapocs, a fogcsont és a sarokcsont között, emellett mindkettőnél hiányzott az orrcsontokon levő villás rész, ami a felnőtt Daspletosaurusok kivételével az összes tyrannosauridánál a könnycsontokhoz kapcsolódott. A két nem a Tyrannosauridae ázsiai ágaként közeli rokonságban állhatott egymással. Egyes Tarbosaurus példányok orrán egy sor, az Alioramuséhoz hasonló, de jóval alacsonyabb kiemelkedés helyezkedett el. A hosszú és alacsony Alioramus koponya azt jelzi, hogy az állat kifejletlen volt a pusztulása idején, talán egy fiatal Tarbosaurus példány lehetett, amely ugyanakkor és ugyanazon a helyen élt. Az Alioramus jóval feltűnőbb orrdíszei és nagyobb fogszáma azonban arra utalnak, hogy ez az egyed, még ha fiatal is, egy külön taxonhoz tartozik. A kifejletlen Tarbosaurusként azonosított leletek fogszáma megegyezik a felnőttekével.

## Felfedezés és elnevezés

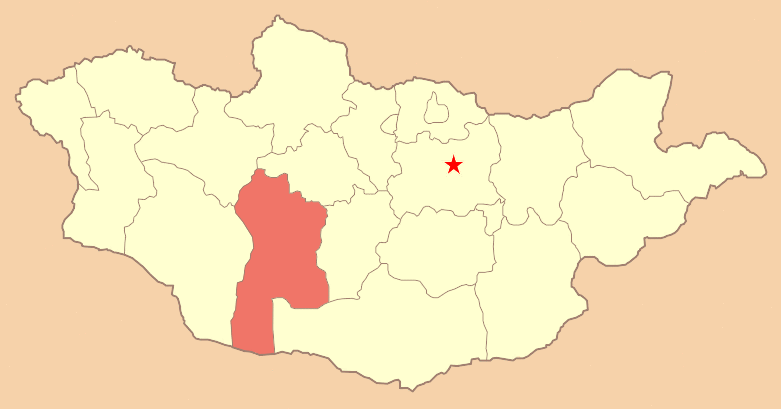
A mongóliai Bajanhongor ajmag (tartomány), ahol az Alioramus maradványait felfedezték

Az Alioramus holotípusa (a PIN 3141/1-es jelzésű példány) egy részleges koponya, amihez három lábközépcsont tartozik. A maradványokat az 1970-es években, egy Góbi-sivatagban járt szovjet-mongol expedíció fedezte fel, a napjainkban Nogon-Tsav néven ismert hely közelében, Bajanhongor ajmag területén. Az Alioramus az orosz őslénykutató, Szergej Kurzanov nevezte el és írta le, 1976-ban. Az orrdíszei és alacsony koponyája annyira eltérnek a többi tyrannosauridáétól, hogy Kurzanov azt hitte, hogy a lelet nagyon távol áll a család többi tagjától. Ennek megfelelően a nem számára a latin alius 'más', 'eltérő' és ramus 'ág' szavak összetételéből származó Alioramus, a faj számára pedig az 'eltávolított' jelentésű latin szóból az A. remotus nevet adta. A holotípuson kívül más példány nem vált ismertté.

## Ősökológia
A Nogon-Tsav csontmedreit egyidősnek tartják a Nemegt Formációval. Ezen a formáción még sosem végeztek radiometrikus kormeghatározást, de a fosszilis rekordban megjelenő faunája arra utal, hogy feltehetően a késő kréta időszak maastrichti korszakából származik. A maastrichti korszak 70–65 millió évvel ezelőtt ért véget.
Mongóliában a maastrichti korszakot a Nemegt Formáció és a Nogon-Tsav fosszíliái alapján jóval nedvesebb éghajlat jellemezte, mint a korábbi, félszáraz éghajlatú Barun Goyot és Djadochta formációkat. A Nemegt üledékei árterek, nagy folyók és termőtalaj nyomait őrizték meg, a mészkéreg lerakódások pedig időszakos áradásokat jeleznek. Ez a környezet a korábbinál jóval változatosabb és nagyobb dinoszauruszfaunát tartott fenn. Kurzanov a lelőhely kapcsán más theropodák, köztük a Tarbosaurus, valamint az ornithomimosaurusok és therizinosaurusok felfedezéséről számolt be, e maradványokról azonban nem készült részletes ismertető. Ha a Nogon-Tsav faunája hasonlított a Nemegt Formációéhoz, akkor a troodontida theropodák, a pachycephalosaurusok, az ankylosauridák és a hadrosauridák szintén jelen voltak a területen. A titanosaurus sauropodák megfelelő zsákmányai lehettek a Nemegt Formáció ragadozóinak.

## Popkulturális hatás
Elizabeth Hand Aestival Tide (Nyári dagály) című regényében egy genetikailag módosított Alioramus jelenik meg. Az Irgalmas Megváltó nem igazi dinoszaurusz, hanem egy összetett élőlény, melynek teste az Alioramusé, a feje egy barlangi vakgőtéé, a gyomra pedig egy ingoláé.

## Fordítás
- Ez a szócikk részben vagy egészben az Alioramus című angol Wikipédia-szócikk ezen változatának fordításán alapul.  Az eredeti cikk szerkesztőit annak laptörténete sorolja fel. Ez a jelzés csupán a megfogalmazás eredetét és a szerzői jogokat jelzi, nem szolgál a cikkben szereplő információk forrásmegjelöléseként.